# Рівномірнозерниста структура
Рівномірнозерниста структура (рос. равномернозернистая структура, англ. equigranular texture, evengrained texture; нім. gleichmässig-körnige Struktur f) – кристалічна структура, в якій всі мінеральні зерна, що складають породу, мають приблизно однакові розміри. Характерна для деяких гранітів.